# اشغال پناهگاه ملی حیات وحش ملهور به دست میلیشیا
اشغال پناهگاه ملی حیات وحش ملهور به دست میلیشیا (انگلیسی: Militia occupation of the Malheur National Wildlife Refuge)
در ۲ ژانویه ۲۰۱۶، چندین عضو مسلح خرده میلیشیا ساختمان مقر پناهگاه ملی حیات وحش ملهور سرویس حیات وحش و ماهی ایالات متحده آمریکا را در اعتراض به حبس قریب‌الوقوع دوایت و استیو همند از دامداران رنچر شهرستان هارنی، اورگن اشغال کردند.
این واقعه در شرق اورگان در ارتباط با رویارویی باندی در سال ۲۰۱۴ در نوادا است. همندها مداخلهٔ میلیشا را رد کرده و پیوند با خانوادهٔ باندی را نفی کردند.
برخی از میلیشیاها اعلام کردند آماده‌اند «بکشند و کشته شوند.»

## پیش زمینه
شهرستان هارنی شهرستانی روستایی در شرق اورگان و از بزرگترین شهرستان‌های آمریکا است که جمعیتی تنک در حدود ۷۷۰۰ نفر دارد. در حدود ۵۰۰ مزرعه تولیدکننده گاو و محصولات لبنی در این شهرستان هستند و نسبت گاو به انسان ۱۴ به ۱ است.
دوایت همند از گاوداران این شهرستان ۱۲۰۰۰ جریب زمین دارد که بسیاری از آن در مجاورت زمین‌های عمومی است. او و پسرش استیو جلوی احداث حصاری به منظور مشخص سازی مرز بین دو بخش از زمین‌ها را گرفتند و منجر به بازداشتشان از سوی مأمورین فدرال شدند. به گفتهٔ مأمورین حصار به منظور بازداری گاوهای آنان از گذر از یک مسیر گاوچرانی در تقاطع با زمین عمومی لازم بود زیرا آنها بارها مفاد جوازشان را نقض کرده بودند. هموندها در مقابل مقابله کرده و می‌گفتند این مسیر به طور پیوسته از سال ۱۸۷۱ مورد استفاده قرار گرفته است. در پی آزادی آنها از زندان راهپیمایی با حضور ۵۰۰ گاودار دیگر در حمایت از آنان در برنز برگزار شد.
در سال ۲۰۱۲ استیو متهم به آتش‌سوزی عمدی در زمینهای فدرال شد. پس از دادرسی او به پنج سال زندان محکوم شد و پس از رد تقاضای استیناف به او دستور داده شد تا در ۴ زانویه ۲۰۱۶ به زندان برگردد.
در دسامبر ۲۰۱۵ امن باندی و راین پین که دومی از کهنه سربازان نیروی زمینی ایالات متحده آمریکا است کمیته‌ای به منظور اقدام مستقیم برای اقدام علیه محکومیت همند تشکیل دادند. میلشیاها ساختمان خالی از کارکنان پناهگاه ملی حیات وحش ملهور را اشغال کرده و آن را ابزاری برای اعمال همه استبدادها علیه همند خواندند.